# Primorski kraj
Primorski kraj se nalazi na dalekoistočnom dijelu Ruske Federacije, na najjugoistočnijem kraju, na obalama Japanskog mora, a međi i s NR Kinom i Sjevernom Korejom.
Nastao je ukazom Prezidijuma Vrhovnog Sovjeta SSSR-a od 20. listopada 1938. godine, kojim je Dalekoistočni kraj podijeljen na Habarovski kraj i Primorski kraj.
Najveći grad je Vladivostok, dok među veća naselja spada i Usurijsk.